# Sinh học tế bào
Sinh học tế bào (tiếng Anh: cell biology, cellular biology hay cytology) là một phân ngành sinh học chuyên nghiên cứu cấu trúc, chức năng và hoạt động của tế bào. Mọi sinh vật sống đều được cấu thành từ tế bào. Tế bào là đơn vị cơ bản của sự sống, chịu trách nhiệm cho sự sống và chức năng của sinh vật. Sinh học tế bào là chuyên ngành về các đơn vị cấu trúc và chức năng của tế bào. Sinh học tế bào nghiên cứu các mảng tế bào nhân sơ và nhân thực, với nhiều tiểu đề tài như trao đổi tế bào, tín hiệu tế bào, chu kỳ tế bào, hóa sinh và thành phần tế bào. Nghiên cứu tế bào được thực hiện bằng cách sử dụng một số kỹ thuật hiển vi học, nuôi cấy tế bào và phân mảnh tế bào. Những kỹ thuật này hiện đang được sử dụng để khám phá và nghiên cứu liên quan đến cách thức hoạt động của tế bào, sau cùng mang lại góc nhìn sâu sắc để hiểu rõ về các sinh vật lớn hơn. Kiến thức về các thành phần của tế bào và cách thức hoạt động của tế bào là nền tảng cho mọi phân ngành sinh học, đồng thời cũng rất cần thiết cho nghiên cứu trong các lĩnh vực y sinh như ung thư và các bệnh khác. Nghiên cứu sinh học tế bào có liên hệ với các lĩnh vực khác như di truyền học, di truyền phân tử, sinh học phân tử, vi sinh y học, miễn dịch học và hóa học tế bào.

## Lịch sử
Tế bào lần đầu được phát hiện ở châu Âu vào thế kỷ 17 nhờ có phát minh kính hiển vi quang học. Năm 1665, Robert Hooke gọi các khối dựng ở mọi sinh vật sống là "cell" (hay "tế bào", xuất bản trên Micrographia) sau khi nhìn vào một mảnh vỏ sồi và quan sát cấu trúc trông như tế bào; tuy nhiên các tế bào lại đã chết. Họ không chỉ ra dấu hiệu nào về các thành phần tổng thể thực của một tế bào. Ít năm sau, vào năm 1674, Anton Van Leeuwenhoek là người đầu tiên phân tích tế bào sống trong thí nghiệm tảo của ông. Tất cả những khám phá này đều ra đời trước cả học thuyết tế bào, học thuyết này cho rằng mọi sinh vật sống đều được cấu thành từ tế bào và tế bào là đơn vị cấu trúc và chức năng của sinh vật. Nhận định này sau cùng được hai nhà khoa học thực vật Matthias Schleiden và nhà khoa học động vật Theodor Schwann ghi thành kết luận vào năm 1838, sau khi quan sát tế bào sống ở mô thực vật và động vật. 19 năm sau, Rudolf Virchow tiếp tục đóng góp vào học thuyết tế bào bằng nhận định thêm rằng mọi tế bào đều đến từ sự phân chia của các tế bào ra đời từ trước. Virus không được nghiên cứu trong sinh học tế bào - chúng thiếu các đặc điểm của một tế bào sống và thay vào đó được nghiên cứu trong phân ngành virus học của vi sinh vật học.

## Kỹ thuật
Nghiên cứu sinh học tế bào nằm ở những phương pháp khác nhau để nuôi cấy và vận dụng tế bào ngoài cơ thể sống để nghiên cứu sâu hơn về giải phẫu và sinh lý người cũng như điều chế thuốc. Những kỹ thuật nghiên cứu tế bào đã phát triển. Nhờ những tiến bộ trong ngành hiển vi học, kỹ thuật và công nghệ đã giúp cho các nhà khoa học nắm rõ hơn về cấu trúc và chức năng của tế bào. Dưới đây là nhiều kỹ thuật thường được sử dụng để nghiên cứu sinh học tế bào:
- Nuôi cấy tế bào: Sử dụng các tế bào đang phát triển vượt bậc trong môi trường giúp thu được số lượng lớn một loại tế bào cụ thể và trở thành phương thức nghiên cứu tế bào hiệu quả.[8] Nuôi cấy tế bào là một trong những công cụ chính được sử dụng trong sinh học tế bào và sinh phân tử, cung cấp hệ thống mô hình tuyệt vời để nghiên cứu sinh lý và hóa sinh thông thường của tế bào (ví dụ: nghiên cứu trao đổi chất, lão hóa), tác dụng của thuốc và hợp chất độc hại lên tế bào, phát sinh đột biến và tác nhân gây ung thư. Nó còn được sử dụng trong sàng lọc và phát triển thuốc cũng như sản xuất các hợp chất sinh học trên quy mô lớn (ví dụ: vắc-xin, protein trị liệu).
- Hiển vi huỳnh quang: Các chất đánh dấu bằng huỳnh quang như GFP được sử dụng để dán nhãn một thành phần cụ thể của tế bào. Sau đó, một bước sóng ánh sáng nhất định được dùng để kích thích chất đánh dấu bằng huỳnh quang để hiện ra những chất này.[8]
- Hiển vi tương phản pha: Sử dụng khía cạnh quang học của ánh sáng để thể hiện các thay đổi của pha rắn, lỏng và khí dưới dạng chênh độ sáng.[8]
- Hiển vi đồng tiêu: Kết hợp hiển vi huỳnh quang với hình ảnh bằng cách tập trung ánh sáng và các trường hợp chụp nhanh để tạo hình ảnh 3-D.[8]
- Hiển vi điện tử truyền qua: Liên quan đến nhuộm kim loại và truyền các electron qua đường tế bào, chúng sẽ bị lệch do tương tác với kim loại. Quá trình này cuối cùng tạo nên hình ảnh của các thành phần đang được nghiên cứu.[8]
- Đo đếm tế bào: Tế bào được đặt trong máy sử dụng chùm tia để phân tán các tế bào dựa trên những khía cạnh khác nhau, do đó có thể phân tách chúng dựa trên kích thước và hàm lượng. Tế bào có thể được gắn thẻ phát huỳnh quang GFP và cũng có thể bị phân tách theo cách đó.[9]
- Phân đoạn tế bào: Quá trình này bắt buộc phá vỡ tế bào bằng cách sử dụng nhiệt độ cao hoặc siêu âm, sau đó ly tâm để tách tiểu phần của tế bào, giúp cho chúng được nghiên cứu riêng.[8]

## Loại tế bào

Hình vẽ tế bào nhân sơ

Có hai cách cơ bản để phân loại tế bào: tế bào nhân sơ và tế bào nhân thực. Tế bào nhân sơ khác với tế bào nhân thực do không có nhân tế bào hoặc bào quan có màng bao bọc khác. Tế bào nhân sơ nhỏ hơn nhiều so với tế bào nhân thực, biến chúng trở thành dạng sống nhỏ nhất. Tế bào nhân sơ bao gồm vi khuẩn và cổ khuẩn, chúng thiếu nhân tế bào bao quanh. Tế bào nhân thực được tìm thấy ở thực vật, động vật, nấm và sinh vật nguyên sinh. Chúng có đường kính từ mười đến một trăm μm, DNA của chúng được chứa trong nhân có màng bao bọc. Sinh vật nhân thực là sinh vật chứa các tế bào nhân thực. Bốn giới trong sinh vật nhân thực là động vật (animalia), thực vật (plantae), nấm (fungi) và sinh vật nguyên sinh (protista).
Chúng đều sinh sản thông qua phân cắt thành hai. Vi khuẩn (loại nổi bật nhất) có nhiều hình dạng khác nhau, mặc dù đa số đều có hình cầu hoặc hình que. Vi khuẩn có thể được phân loại thành gram dương hoặc gram âm tùy thuộc vào thành phần thành tế bào. Vi khuẩn gram dương có lớp peptidoglycan dày hơn vi khuẩn gram âm. Những đặc điểm cấu trúc của vi khuẩn gồm có tiên mao giúp tế bào di chuyển, ribosome để dịch mã RNA thành protein, và một nucleoid chứa mọi vật liệu di truyền trong cấu trúc vòng tròn. Có nhiều quá trình xảy ra trong tế bào nhân sơ giúp cho chúng tồn tại. Ở sinh vật nhân sơ, tổng hợp mRNA xuất phát ở trình tự promoter trên mẫu DNA, gồm hai trình tự tương đồng bổ sung RNA polymerase. Polymerase của sinh vật nhân sơ gồm một enzym cốt lõi, chứa bốn tiểu đơn vị protein và một protein σ chỉ hỗ trợ khởi đầu. Ví dụ, trong một quá trình được gọi là tiếp hợp, yếu tố sinh sản giúp vi khuẩn sở hữu một cầu tiếp hợp giúp nó truyền DNA sang một vi khuẩn khác thiếu yếu tố F, qua đó giúp truyền sự phản kháng để nó sinh tồn ở một vài môi trường nhất định.

## Cấu trúc và chức năng

### Cấu trúc tế bào nhân thực

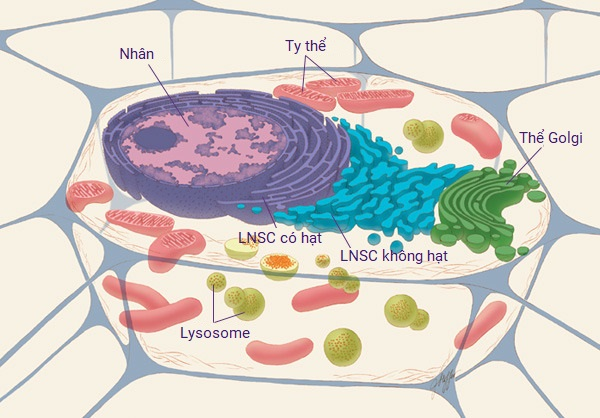
Sơ đồ tế bào ở một động vật

Tế bào sinh vật nhân thực được cấu thành từ các bào quan sau đây:
- Nhân tế bào: Nhân tế bào có chức năng làm bộ gen và nơi cất trữ thông tin di truyền của tế bào, chứa đựng mọi DNA được tổ chức dưới dạng nhiễm sắc thể. Bao bọc xung quanh nó là màng nhân, gồm các lỗ nhân giúp vận chuyển protein giữa trong và ngoài nhân.[15] Đây còn là nơi sao chép DNA cũng như dịch mã DNA sang RNA. Sau đó RNA được điều chỉnh và vận chuyển ra phần bào tan để dịch mã thành protein.[16]
- Nhân con: Cấu trúc này nằm trong nhân, thường dày và có dạng hình cầu. Đây là nơi tổng hợp RNA ribosome (rRNA), chất cần thiết để vận hành ribosome.
- Mạng lưới nội chất: Có chức năng tổng hợp, lưu trữ và tiết protein cho bộ máy Golgi.[17] Về mặt cấu trúc, mạng lưới nội chất là một mạng lưới màng có mặt ở khắp tế bào và liên kết với nhân. Các màng có hơi khác giữa các tế bào và chức năng của tế bào quyết định kích cỡ và cấu trúc của mạng lưới nội chất.[18]
- Ty thể: là một bào quan được màng kép bao bọc, thường được xem là nhà máy năng lượng của tế bào.[19] Chức năng của nó là sản xuất năng lượng hoặc ATP trong tế bào. Cụ thể, đây là nơi diễn ra chu trình Krebs (hay chu trình TCA) nhằm sản xuất NADH và FADH. Sau đấy, những sản phẩm này được sử dụng trong chuỗi vận chuyển electron (ETC) phosphoryl hóa-oxy hóa để tạo ra sản phẩm cuối cùng là ATP.[20]
- Bộ máy Golgi: Có chức năng xử lý, gộp và tiết ra protein đến nơi nó cần đến. Protein chứa một chuỗi tín hiệu giúp bộ máy Golgi nhận biết và chỉ nó đến đúng vị trí. Bộ máy Golgi còn tạo ra glycoprotein và glycolipid.[21]
- Lysosome: Chức năng của lysosome là phân rã vật liệu được đến từ ngoài tế bào hoặc bào quan cũ. Nó chứa nhiều acid hydrolase, protease, nuclease và lipase - chúng phá cấu trúc nhiều phân tử. Tự thực là quá trình phân rã bằng lysosome khi một cái bọng tách ra từ mạng lưới nội chất và nhấn chìm vật liệu, rồi gắn kết với lysosome để giúp phân rã vật liệu.[22]
- Ribosome: Có chức năng dịch mã RNA thành protein, làm nơi tổng hợp protein.[23]
- Bộ xương tế bào: Bộ xương tế bào là cấu trúc giúp duy trì hình dạng và tổ chức chung của tế bào. Nó níu chặt các bào quan trong tế bào và tạo cấu trúc và độ ổn định của tế bào. Bộ xương tế bào được cấu thành bởi ba loại sợi protein chính: sợi actin, sợi trung gian và vi ống - chúng được giữ chung và liên kết với các bào quan dưới tế bào và màng sinh chất bằng nhiều protein phụ.[24]
- Màng tế bào: Có thể miêu tả màng tế bào là một lớp phospholipid kép và cũng chứa cả lipid và protein.[13] Do bên trong lớp kép là kỵ nước và để các phân tử tham gia phản ứng bên trong tế bào, chúng cần có khả năng xuyên lớp màng này để đi vào trong tế bào nhờ áp suất thẩm thấu, khuếch tán, gradient nồng độ và kênh màng.[25]
- Trung tử: Có chức năng tạo các sợi trúc dùng để phân tách nhiễm sắc thể trong lúc phân bào.

Tế bào sinh vật nhân thực còn có thể cấu thành từ các phân tử sau:
- Chất nhiễm sắc: Chất này tạo nhiễm sắc thể và là hỗn hợp DNA với nhiều protein.
- Tiêm mao: Chúng giúp đẩy các chất và còn được dùng để tạo cảm giác.[26]

### Trao đổi tế bào
Trao đổi tế bào là cần thiết để sản xuất năng lượng cho tế bào, nhờ đó mà tế bào tồn tại được; có nhiều con đường trao đổi tế bào để duy trì các bào quan chính như nhân, ty thể và màng tế bào. Đối với hô hấp tế bào, một khi có sẵn glucose, đường phân diễn ra bên trong phần bào tan của tế bào để tạo ra pyruvate. Pyruvate lại trải qua tách carboxyl bằng cách sử dụng phức hợp đa enzym để hình thành acetyl coA - chất này có thể dễ dàng được dùng chu trình Krebs để tạo các sản phẩm là NADH và FADH2. Những sản phẩm này tham gia vào chuỗi chuyền electron để sau cùng tạo nên một hạt gradient proton đi xuyên qua màng trong của ty thể. Tiếp đó gradient này có thể điều phối sản xuất ATP trong phosphoryl hóa oxy hóa. Trao đổi tế bào thực vật gồm có quang hợp, quá trình này đơn giản là hoàn toán đối lập với hô hấp vì sau cùng nó tạo các phân tử glucose.

### Tín hiệu tế bào
Tín hiệu tế bào có vai trò quan trọng trong khâu điều hòa tế bào và giúp tế bào xử lý thông tin từ môi trường và dựa theo đó mà phản ứng. Tín hiệu có thể được truyền qua tiếp xúc trực tiếp với tế bào hoặc nội tiết, cận tiết và tự tiết. Tiếp xúc trực tiếp của hai tế bào là khi một thụ thể trên một tế bào liên kết với phân tử gắn vào màng tế bào kia. Tín hiệu nội tiết được truyền thông qua các phân tử tiết vào máu. Tín hiệu cận tiết sử dụng phân tử khuếch tán giữa hai tế bào để liên lạc. Tự tiết là hiện tượng tế bào tự gửi tín hiệu đến chính nó bằng cách tiết ra một phân tử liên kết với thụ thể trên bề mặt của nó. Dưới đây là các dạng tín hiệu thường gặp:
- Kênh ion: có thể chia làm nhiều loại như kênh ion có điện áp hoặc phối tử. Chúng giúp lưu thông dòng chảy ngược và xuôi của các phân tử và ion.
- Thụ thể bắt cặp với G-protein (GPCR): được thừa nhận rộng rãi là chứa 7 miền xuyên màng. Phối tử liên kết trên miền ngoại bào và khi nó liên kết, tín hiệu báo về yếu tố trao đổi guanine để chuyển GDP thành GTP và kích hoạt tiểu đơn vị G-α. G-α có thể nhắm tới các protein khác như adenyl cyclase hay phospholipase C - chúng sau cùng tạo ra các chất truyền tin thứ cấp như cAMP, Ip3, DAG và calci. Những chất truyền tin thứ cấp này có chức năng khuếch đại tín hiệu và có thể nhắm tới các kênh ion hoặc enzym khác. Một ví dụ về khuếch đại tín hiệu là khi cAMP liên kết rồi kích hoạt PKA bằng việc loại bỏ các tiểu đơn vị điều hòa và giải phóng tiểu đơn vị xúc. Tiểu đơn vị xúc tác sở hữu một chuỗi định vị hạt nhân giúp vận động đưa nó vào trong nhân và phosphoryl hóa các protein khác để ức chế hoặc kích hoạt hoạt độ của gen.[27]
- Thụ thể tyrosine kinase: Có chức năng liên kết các yếu tố sinh trưởng, rồi thúc đẩy tyrosine hơn nữa trên phần nội bào của protein để cản trở phosphoryl hóa. Tyrosine phosphoryl hóa trở thành bệ phóng cho các protein chứa miền SH2 giúp kích hoạt Ras và tham gia vào con đường kinase MAP.[2]

## Tăng sinh và phát triển

### Chu kỳ tế bào nhân thực

Quá trình phân bào ở chu kỳ tế bào của động vật

Tế bào là nền tảng của mọi sinh vật và là đơn vị cơ bản của sự sống. Sự tăng sinh và phát triển tế bào là điều thiết yếu nhằm duy trì vật chủ và giúp sinh vật tồn tại. Về quá trình này, tế bào trải qua các bước trong chu kỳ và phát triển tế bào, gồm có tăng sinh tế bào, nhân đôi DNA, phân bào, tái tạo và chết tế bào.
Chu kỳ tế bào được chia làm bốn pha riêng biệt: G1, S, G2, và M. Pha G – tức là pha tăng sinh tế bào – chiếm khoảng 95% chu kỳ. Sự tăng sinh tế bào được thúc đẩy bởi các nguyên bản. Mọi tế bào ra đời ở dạng giống hệt nhau và cơ bản là có thể trở thành bất kỳ loại tế bào nào. Tín hiệu tế bào như cảm ứng có thể tác động lên những tế bào liền kề nhằm xác định loại tế bào mà nó trở thành sau này. Ngoài ra, tín hiệu giúp cho các tế bào cùng loại gộp lại và tạo thành các mô, rồi cơ quan, và cuối cùng hệ thống. Pha G1, G2 và S (sao chép, hủy hoại và sửa chữa DNA) được xem là phần trung gian của chu kỳ, còn pha M (nguyên phân) là phần phân bào của chu kỳ. Nguyên phân lần lượt tập hợp gồm nhiều giai đoạn như kỳ đầu, kỳ giữa, kỳ sau và kỳ phân bào chất. Kết quả cuối cùng của nguyên phân là và hình thành hai tế bào con y hệt nhau.
Tại điểm kiểm soát chu kỳ tế bào, chu kỳ tế bào được điều hòa bởi một loạt yếu tố tín hiệu và phức hợp như cyclin, kinase phụ thuộc cyclin và p53. Khi tế bào hoàn tất quá trình tăng sinh và bị phát hiện là đã bị tổn hại hoặc biến đổi, nó sẽ trải qua giai đoạn chết tế bào theo chương trình hoặc do hoại tử, nhằm loại bỏ mối đe dọa mà nó có thể gây ra cho sự tồn tại của sinh vật.

### Tỷ lệ chết tế bào, tỷ lệ chuỗi tế bào thế hệ bất tử
Tổ tiên của từng tế bào ngày nay có thể có nguồn gốc từ một chuỗi thế hệ không đứt quãng trong hơn ba tỷ năm cho tới khi sự sống bắt đầu. Thực ra tế bào không bất tử mà là các chuỗi tế bào đa thế hệ mới bất tử. Sự bất tử của chuỗi tế bào thế hệ phụ thuộc vào việc duy trì khả năng phân bào. Khả năng này có thể bị biến mất ở bất kỳ chuỗi thế hệ cụ thể nào do tổn hại tế bào, biệt hóa tế bào xảy ra ở tế bào thần kinh, hay chết tế bào theo chương trình trong lúc phát triển. Việc duy trì khả năng phân bào qua các thế hệ kế cận phụ thuộc vào việc tránh và sửa chữa chính xác tổn hại của tế bào, cụ thể là tổn hại DNA. Ở sinh vật sinh sản hữu tính, tính liên tục của dòng mầm phụ thuộc vào tính hiệu quả các quá trình tránh làm tổn hại DNA và sửa chữa các tổn hại DNA ấy. Quá trình giao phối ở sinh vật nhân thực, cũng như ở sinh vật nhân sơ, đem lại cơ hội để sữa chữa hiệu quả các tổn hại DNA trong dòng mầm bằng tái tổ hợp tương đồng.

## Bệnh học
Phân ngành khoa học nghiên cứu và chẩn đoán các bệnh ở mức độ tế bào được gọi là bệnh học tế bào. Bệnh học tế bào thường được sử dụng trong các mẫu tế bào hoặc mảng mô tự do, đối lập với phân ngành bệnh học của mô bệnh học chuyên nghiên cứu về toàn thể các mô. Bệnh học tế bào được ứng dụng phổ biến để điều tra các bệnh liên quan đến hàng loạt vị trí trên cơ thể, thường để chẩn đoán ung thư, một vài bệnh truyền nhiễm và các bệnh viêm khác. Ví dụ, một ứng dụng phổ biến của bệnh học tế bào là phết tế bào cổ tử cung, sàng lọc sử dụng để tầm soát ung thư cổ tử cung, và những tổn thương ở cổ tử cung có thể gây nên bệnh này.

## Điểm lưu chu kỳ tế bào và hệ thống sửa chữa DNA
chu kỳ tế bào tập hợp gồm một số pha liên tiếp và có trật tự dẫn đến phân bào. Thực tế là tế bào không bắt đầu pha kế tiếp cho đến khi pha cuối cùng được hoàn tất - đây là yếu tố quan trọng trong điều hòa chu kỳ tế bào. Điểm lưu chu kỳ tế bào có đặc điểm là xây dựng chiến lược giám sát hiệu quả để đảm bảo chu kỳ tế bào và phân bào. Cdks, cùng với cyclin, protein kinase và phosphatase điều hòa tăng sinh tế bào và phân bào từ pha này sang pha khác. chu kỳ tế bào được kiểm soát bởi kích hoạt tạm thời Cdks - cơ chế ấy do tương tác của cyclin điều khiển, rồi được phosphoryl hóa bởi protein kinase cụ thể và khử phosphoryl hóa bởi phosphatase họ Cdc25. Nhằm ứng phó với tổn hại DNA, phản ứng sửa chữa DNA của tế bào là một chuỗi con đường truyền tín hiệu làm cho điểm lưu tham gia, điều hòa, cơ chế sửa chữa ở DNA, thay đổi chu kỳ tế bào và chết tế bào theo chương trình. Nhiều cấu trúc cũng như quá trình hóa sinh phát hiện tổn hại ở DNA là ATM và ATR - chúng tạo ra các điểm lưu sửa chữa DNA.
chu kỳ tế bào là chuỗi các hoạt động mà các bào quan được nhân đôi rồi tách ra vào tế bào mẹ một cách chính xác. Có những sự kiện lớn xảy ra trong chu kỳ tế bào. Những quá trình xảy ra ở chu kỳ tế bào gồm có phát triển, sao chép tế bào và phân chia nhiễm sắc thể. Điểm lưu ở chu kỳ tế bào là hệ thống giám sát theo dõi tính toàn vẹn, độ chính xác và trình tự thời gian của chu kỳ tế bào. Mỗi điểm lưu có chức năng làm điểm kết chu kỳ tế bào khác, trong đó các tham số của tế bào được đánh giá và chỉ khi đáp ứng được các đặc điểm mong muốn thì chu kỳ tế bào mới bước sang các bước riêng biệt. Mục tiêu của chu kỳ tế bào là sao chép chính xác từng DNA của sinh vật rồi sau đó phân chia đồng đều tế bào và các thành phần của nó sang hai tế bào mới. Bốn pha chính diễn ra ở sinh vật nhân thực. Ở G1, tế bào thường hoạt động và tiếp tục phát triển nhanh chóng, còn ở G2, tăng sinh tế bào tiếp diễn đồng thời phân tử protein sẵn sàng phân chia. Đây không phải là giai đoạn tạm dừng sinh học; chúng là thời khắc mà tế bào tăng khối, tích lũy thụ thể tiếp nhận yếu tố tăng sinh, thiết lập bộ gen sao chép và chuẩn bị phân chia nhiễm sắc thể. Nhân đôi DNA bị giới hạn thành Tổng hợp riêng ở sinh vật nhân thực, hay còn gọi là pha S. Ở nguyên phân (còn gọi là pha M), khâu phân chia nhiễm sắc thể mới diễn ra. DNA (giống như mọi phân tử khác) có thể tiến hành hàng loạt tương tác hóa học. Mặt khác, những điều chỉnh ở trình tự DNA có tác động lớn hơn đáng kể so với những điều chỉnh ở các thành phần tế bào khác như RNA hay protein vì DNA có chức năng làm bảo sao vĩnh viễn của bộ gen tế bào. Khi các nucleotide lỗi được kết hợp trong sao chép DNA, những đột biến có thể xuất hiện. Đa phần tổn hại DNA được sửa bằng cách xóa đi các base lỗi rồi tái tổng hợp vùng bị cắt bỏ. Mặt khác, một vài tổn hại DNA có thể sửa bằng cách đảo ngược tổn hại - đây là phương thức sao chép hiệu quả hơn nhằm ứng phó với các loạị tổn hại DNA thông thường. Chỉ một số ít dạng tổn hại DNA được sửa theo cách này, kể cả chất tiết chế pyrimidin gây ra do ánh sáng tia cực tím (UV) bị thay đổi bởi chèn các nhóm methyl hoặc ethyl tại vị trí O6 của vòng purin.

## Tự thực bào
Tự thực bào là cơ chế tự phân hủy giúp điều hòa nguồn năng lượng trong lúc tăng sinh và phản ứng với căng thẳng trong chế độ ăn uống. Tự thực bào còn tự dọn dẹp, làm sạch các protein tổng hợp, dọn sách các cấu trúc bị tổn hại (gồm ty thể và mạng lưới nội chất) và loại bỏ viêm nhiễm ở nội bào. Ngoài ra, tự thực bào có vai trò kháng virus và kháng khuẩn trong tế bào, nó tham gia vào giai đoạn bắt đầu các phản ứng miễn dịch đặc thù và thích nghi với viêm nhiễm do virus và vi khuẩn. Một vài virus (kể cả protein có độc) làm ngăn ngừa tự thực bào, còn các yếu tố tự thực bào khác được dùng để phát triển nội bào hoặc phân bào. Tự thực bào vĩ mô, tự thực bào vi mô và tự thực bào thông qua trung gian chaperon là ba loại tự thực bào cơ bản. Khi tự thực bào vĩ mô được kích hoạt, màng loại trừ kết hợp một đoạn tế bào chất, tạo ra autophagosome - một bào quan màng đôi đặc biệt. Kế đến autophagosome tham gia vào lysosom để tạo ra autolysosome, với enzym của lysosom làm giảm các thành phần. Ở tự thực bào vi mô, lysosom hoặc không bào nhấn chìm một mảng tế bào chất bằng cách đẩy vào hoặc làm lồi ra màng lysosoma để bao bọc phần bào tao hoặc bào quan. Protein tự thực bào qua trung gian chaperone (CMA) được đảm bảo chất lượng nhờ tiêu hóa các protein bị oxy hóa hoặc biến chất trong hoàn cảnh căng thẳng và cung cấp amino acid thông qua biến tính protein.